# 사이카촌
사이카촌(雑賀村)은 와카야마현 가이소군에 있던 촌이다. 

## 역사
- 1889년 4월 1일 - 정촌제 시행과 함께 아마군 사이카촌이 성립하였다.
- 1896년 4월 1일 - 군 통합에 의해 가이소군에 소속되었다.
- 1927년 4월 1일 - 와카야마시에 편입되었다.